# Grammotaulius inornatus
Grammotaulius inornatus är en nattsländeart som beskrevs av Schmid 1964. Grammotaulius inornatus ingår i släktet Grammotaulius och familjen husmasknattsländor. Inga underarter finns listade i Catalogue of Life.